# Kampfgeschwader zur besonderen Verwendung 172
172-га бойова ескадра особливого призначення (нім. Kampfgeschwader zur besonderen Verwendung 172 (KGzbV 172) — спеціальна транспортна ескадра Люфтваффе, що існувала на початковій фазі Другої світової війни.

## Історія
172-га бойова ескадра особливого призначення була сформована 26 серпня 1939 року на аеродромі Берлін-Темпельгоф. Ескадра складалася з трьох транспортних авіаційних груп та штабного підрозділу. 10 листопада 1939 року штаб ескадри був розформований, авіаційні групи стали окремими. У березні 1940 року 1-ша група стала III./KGzbV 2. II./KGzbV 172 була розпущена в листопаді 1939 року й знову створена в Берліні в лютому 1941 року, але знову була розпущена в червні 1941 року. У березні 1940 року III./KGzbV 172 перейменована на I./KGzbV 172, а у травні 1943 року 1-ша група стала IV./Transportgeschwader 3.

## Командування

### Командири
- оберст-лейтенант Карл Август фон Габленц (нім. Wilhelm Carl August Heinrich Adolf Freiherr von Gablenz) (26 серпня — 10 листопада 1939)